# Casa Bolet (Santa Margarida i els Monjos)
La casa Bolet és un edifici de Santa Margarida i els Monjos (Alt Penedès) inclòs a l'Inventari del Patrimoni Arquitectònic de Catalunya.

## Descripció
L'edifici està situat al nucli urbà dels Monjos, al peu de la carretera N-340. Es tracta d'una casa de planta quadrangular amb pati a la part posterior. Consta de planta baixa, dos pisos i terrat. La façana presenta una tribuna central i finestres ogivals i al primer pis. El coronament és amb falsa teulada i ràfec. La façana posterior presenta també una composició simètrica. Són interessants els interiors de l'habitatge. El conjunt s'insereix dintre del llenguatge del noucentisme.

## Història
L'edifici va ser bastit el 1925 d'acord amb el projecte realitzat per l'arquitecte Santiago Güell i Grau i fou presentat el 12 de gener a l'Ajuntament per a la seva aprovació.